# 細尾海馬
細尾海馬（学名：Acentronura gracilissima），为輻鰭魚綱海龍魚目海龍魚科的其中一種，分布於印度西太平洋區，包括莫三比克、越南、日本、新喀里多尼亞及帛琉等海域，棲息在海草床或淺水區的布滿紅藻岩礁區，卵胎生。